# Uruguay en la clasificación de Conmebol para la Copa Mundial de Fútbol de 2026
La selección de fútbol de Uruguay es uno de los diez equipos nacionales que participan en la clasificación de Conmebol para la Copa Mundial de Fútbol, en la que se definen los representantes de Conmebol para la Copa Mundial de Fútbol de 2026 que se desarrollará en Canadá, Estados Unidos y México.
La etapa preliminar —también denominada eliminatorias— se juega en América del Sur desde septiembre de 2023 hasta septiembre de 2025 en encuentros de ida y vuelta.

## Sistema de juego
El sistema de juego de las eliminatorias consiste por octava ocasión consecutiva, en enfrentamientos de ida y vuelta todos contra todos, con un total 18 jornadas.
Tras haber sorteado el orden de los partidos en la edición anterior en la ciudad de Luque, Paraguay, el 17 de diciembre de 2019, la Conmebol decidió repetir el calendario de partidos para estas clasificatorias.
Para el mundial 2026 se aumentó la cantidad de equipos participantes de 32 a 48, esto también aumentó los cupos para Conmebol, así los primeros seis puestos accederán de manera directa a la Copa Mundial de Fútbol de 2026. La selección que logre el séptimo puesto disputará un torneo de repesca ante equipos nacionales de otras confederaciones.

## Sede
| Ciudad              | Estadio    |
| ------------------- | ---------- |
| Montevideo          | Centenario |
|                     |            |
| 60 235 espectadores |            |

## Uniformes
| Titular 2023 | Alternativa 2023 | Titular 2024 | Alternativa 2024 |

## Tabla de posiciones
| Pos. | Selección | Pts. | PJ | G  | E | P  | GF | GC | Dif. |
| ---- | --------- | ---- | -- | -- | - | -- | -- | -- | ---- |
| 1.   | Argentina | 35   | 16 | 11 | 2 | 3  | 28 | 9  | +19  |
| 2.   | Ecuador   | 25   | 16 | 7  | 7 | 2  | 13 | 5  | +8   |
| 3.   | Brasil    | 25   | 16 | 7  | 4 | 5  | 21 | 16 | +5   |
| 4.   | Uruguay   | 24   | 16 | 6  | 6 | 4  | 19 | 12 | +7   |
| 5.   | Paraguay  | 24   | 16 | 6  | 6 | 4  | 13 | 10 | +3   |
| 6.   | Colombia  | 22   | 16 | 5  | 7 | 4  | 19 | 15 | +4   |
| 7.   | Venezuela | 18   | 16 | 4  | 6 | 6  | 15 | 19 | –4   |
| 8.   | Bolivia   | 17   | 16 | 5  | 2 | 9  | 16 | 32 | –16  |
| 9.   | Perú      | 12   | 16 | 2  | 6 | 8  | 6  | 17 | –11  |
| 10.  | Chile     | 10   | 16 | 2  | 4 | 10 | 9  | 24 | –15  |

| L\V                  | Bandera de Argentina | Bandera de Bolivia | Bandera de Brasil | Bandera de Chile | Bandera de Colombia | Bandera de Ecuador | Bandera de Paraguay | Bandera de Perú | Bandera de Uruguay | Bandera de Venezuela |
| Bandera de Argentina |                      | 6:0                | 4:1               | 3:0              | 1:1                 | 1:0                | 1:0                 | 1:0             | 0:2                | :                    |
| Bandera de Bolivia   | 0:3                  |                    | :                 | 2:0              | 1:0                 | 1:2                | 2:2                 | 2:0             | 0:0                | 4:0                  |
| Bandera de Brasil    | 0:1                  | 5:1                |                   | :                | 2:1                 | 1:0                | 1:0                 | 4:0             | 1:1                | 1:1                  |
| Bandera de Chile     | 0:1                  | 1:2                | 1:2               |                  | 0:0                 | 0:0                | 0:0                 | 2:0             | :                  | 4:2                  |
| Bandera de Colombia  | 2:1                  | :                  | 2:1               | 4:0              |                     | 0:1                | 2:2                 | 0:0             | 2:2                | 1:0                  |
| Bandera de Ecuador   | :                    | 4:0                | 0:0               | 1:0              | 0:0                 |                    | 0:0                 | 1:0             | 2:1                | 2:1                  |
| Bandera de Paraguay  | 2:1                  | 1:0                | 1:0               | 1:0              | 0:1                 | :                  |                     | 0:0             | 2:0                | 2:1                  |
| Bandera de Perú      | 0:2                  | 3:1                | 0:1               | 0:0              | 1:1                 | 0:0                | :                   |                 | 1:0                | 1:1                  |
| Bandera de Uruguay   | 0:1                  | 3:0                | 2:0               | 3:1              | 3:2                 | 0:0                | 0:0                 | :               |                    | 2:0                  |
| Bandera de Venezuela | 1:1                  | 2:0                | 1:1               | 3:0              | :                   | 0:0                | 1:0                 | 1:0             | 0:0                |                      |

|  | Clasifican a la Copa Mundial de Fútbol de 2026.  |
|  | Clasifica al Torneo de Repesca Intercontinental. |

### Evolución de posiciones
| País / Fecha | 1   | 2   | 3   | 4   | 5   | 6   | 7   | 8   | 9   | 10  | 11  | 12  | 13  | 14  | 15  | 16  | 17  | 18  |
| ------------ | --- | --- | --- | --- | --- | --- | --- | --- | --- | --- | --- | --- | --- | --- | --- | --- | --- | --- |
| Uruguay      | 2.° | 4.° | 4.° | 2.° | 2.° | 2.° | 2.° | 3.° | 3.° | 3.° | 2.° | 2.° | 4.° | 3.° | 5.° | 4.° | ?.° | ?.° |
| Resultado    | G   | P   | E   | G   | G   | G   | E   | E   | P   | E   | G   | E   | P   | E   | P   | G   | –   | –   |

### Puntos obtenidos contra cada selección durante las eliminatorias
| vs.       | Bandera de Argentina | Bandera de Bolivia | Bandera de Brasil | Bandera de Chile | Bandera de Colombia | Bandera de Ecuador | Bandera de Paraguay | Bandera de Perú | Bandera de Venezuela | Total |
| --------- | -------------------- | ------------------ | ----------------- | ---------------- | ------------------- | ------------------ | ------------------- | --------------- | -------------------- | ----- |
| Local     | 0                    | 3                  | 3                 | 3                | 3                   | 1                  | 1                   | –               | 3                    | 17    |
| Visitante | 3                    | 1                  | 1                 | –                | 1                   | 0                  | 0                   | 0               | 1                    | 7     |
| Total     | 3                    | 4                  | 4                 | 3                | 4                   | 1                  | 1                   | 0               | 4                    | 24    |

## Partidos

### Primera vuelta
| 8 de septiembre de 2023 | Uruguay                                   | 3:1 (2:0) | Chile     | Estadio Centenario, Montevideo                                                |                                                                               |
| 20:00 (UTC-3)           | - N. de la Cruz 38', 71' - Valverde 45+2' | Reporte   | Vidal 74' | Asistencia: 49 713 espectadores Árbitro(s): Darío Herrera VAR: Mauro Vigliano | Asistencia: 49 713 espectadores Árbitro(s): Darío Herrera VAR: Mauro Vigliano |

| 12 de septiembre de 2023 | Ecuador           | 2:1 (1:1) | Uruguay      | Estadio Rodrigo Paz Delgado, Quito                                           |                                                                              |
| 16:00 (UTC-5)            | Torres 45+5', 61' | Reporte   | Canobbio 38' | Asistencia: 35 613 espectadores Árbitro(s): Wilton Sampaio VAR: Daniel Nobre | Asistencia: 35 613 espectadores Árbitro(s): Wilton Sampaio VAR: Daniel Nobre |

| 12 de octubre de 2023 | Colombia                    | 2:2 (1:0) | Uruguay                               | Estadio Metropolitano, Barranquilla                                   |                                                                       |
| 15:30 (UTC-5)         | - Rodríguez 35' - Uribe 52' | Reporte   | - M. Olivera 47' - Núñez 90+1' (pen.) | Asistencia: 43 915 espectadores Árbitro(s): Piero Maza VAR: Juan Lara | Asistencia: 43 915 espectadores Árbitro(s): Piero Maza VAR: Juan Lara |

| 17 de octubre de 2023 | Uruguay                         | 2:0 (1:0) | Brasil | Estadio Centenario, Montevideo                                            |                                                                           |
| 21:00 (UTC-3)         | - Núñez 42' - N. de la Cruz 71' | Reporte   |        | Asistencia: 52 477 espectadores Árbitro(s): Alexis Herrera VAR: Juan Soto | Asistencia: 52 477 espectadores Árbitro(s): Alexis Herrera VAR: Juan Soto |

| 16 de noviembre de 2023 | Argentina | 0:2 (0:1) | Uruguay                     | Estadio La Bombonera, Buenos Aires                                         |                                                                            |
| 21:00 (UTC-3)           |           | Reporte   | - R. Araújo 41' - Núñez 87' | Asistencia: 51 900 espectadores Árbitro(s): Wilmar Roldán VAR: Jhon Ospina | Asistencia: 51 900 espectadores Árbitro(s): Wilmar Roldán VAR: Jhon Ospina |

| 21 de noviembre de 2023 | Uruguay                                | 3:0 (2:0) | Bolivia | Estadio Centenario, Montevideo                                           |                                                                          |
| 20:30 (UTC-3)           | - Núñez 15', 71' - Villamíl 39' (a.g.) | Reporte   |         | Asistencia: 46 100 espectadores Árbitro(s): Kevin Ortega VAR: Diego Haro | Asistencia: 46 100 espectadores Árbitro(s): Kevin Ortega VAR: Diego Haro |

| 6 de septiembre de 2024 | Uruguay | 0:0     | Paraguay | Estadio Centenario, Montevideo                |                                               |
| 20:30 (UTC-3)           |         | Reporte |          | Árbitro(s): Darío Herrera VAR: Mauro Vigliano | Árbitro(s): Darío Herrera VAR: Mauro Vigliano |

| 10 de septiembre de 2024 | Venezuela | 0:0     | Uruguay | Estadio Monumental, Maturín                 |                                             |
| 18:00 (UTC-4)            |           | Reporte |         | Árbitro(s): Raphael Claus VAR: Wagner Reway | Árbitro(s): Raphael Claus VAR: Wagner Reway |

| 11 de octubre de 2024 | Perú       | 1:0 (0:0) | Uruguay | Estadio Nacional, Lima                        |                                               |
| 20:30 (UTC-5)         | Araujo 88' | Reporte   |         | Árbitro(s): Facundo Tello VAR: Germán Delfino | Árbitro(s): Facundo Tello VAR: Germán Delfino |

### Segunda vuelta
| 15 de octubre de 2024 | Uruguay | 0:0     | Ecuador | Estadio Centenario, Montevideo            |                                           |
| 20:30 (UTC-3)         |         | Reporte |         | Árbitro(s): Cristián Garay VAR: Juan Lara | Árbitro(s): Cristián Garay VAR: Juan Lara |

| 15 de noviembre de 2024 | Uruguay                                               | 3:2 (0:1) | Colombia                     | Estadio Centenario, Montevideo           |                                          |
| 21:00 (UTC-3)           | - D. Sánchez 57' (a.g.) - Aguirre 60' - Ugarte 90+11' | Reporte   | - Quintero 31' - Gómez 90+6' | Árbitro(s): Kevin Ortega VAR: Diego Haro | Árbitro(s): Kevin Ortega VAR: Diego Haro |

| 19 de noviembre de 2024 | Brasil     | 1:1 (0:0) | Uruguay      | Arena Fonte Nova, Salvador            |                                       |
| 21:45 (UTC-3)           | Gerson 62' | Reporte   | Valverde 55' | Árbitro(s): Piero Maza VAR: Juan Lara | Árbitro(s): Piero Maza VAR: Juan Lara |

| 21 de marzo de 2025 | Uruguay | 0:1 (0:0) | Argentina  | Estadio Centenario, Montevideo             |                                            |
| 20:30 (UTC-3)       |         | Reporte   | Almada 68' | Árbitro(s): Juan Benítez VAR: Derlis López | Árbitro(s): Juan Benítez VAR: Derlis López |

| 25 de marzo de 2025 | Bolivia | 0:0     | Uruguay | Estadio Municipal, El Alto                  |                                             |
| 16:00 (UTC-4)       |         | Reporte |         | Árbitro(s): Augusto Aragón VAR: Carlos Orbe | Árbitro(s): Augusto Aragón VAR: Carlos Orbe |

| 5 de junio de 2025 | Paraguay                          | 2:0 (1:0) | Uruguay | Estadio Defensores del Chaco, Asunción        |                                               |
| 20:00 (UTC-3)      | - Galarza 13' - Enciso 81' (pen.) | Reporte   |         | Árbitro(s): Darío Herrera VAR: Héctor Paletta | Árbitro(s): Darío Herrera VAR: Héctor Paletta |

| 10 de junio de 2025 | Uruguay                              | 2:0 (1:0) | Venezuela | Estadio Centenario, Montevideo              |                                             |
| 20:00 (UTC-3)       | - Aguirre 42' - G. de Arrascaeta 47' | Reporte   |           | Árbitro(s): Raphael Claus VAR: Daniel Nobre | Árbitro(s): Raphael Claus VAR: Daniel Nobre |

| septiembre de 2025 | Uruguay | vs. | Perú |  |  |

| septiembre de 2025 | Chile | vs. | Uruguay |  |  |

## Jugadores
Listado de jugadores que han participado del proceso eliminatorio para la Copa Mundial 2026.
| Nombre                 | Posición       | Edad    | Club                          |
| ---------------------- | -------------- | ------- | ----------------------------- |
| Sergio Rochet          | Portero        | 32 años | S. C. Internacional           |
| Santiago Mele          | Portero        | 27 años | Junior de Barranquilla        |
| Franco Israel          | Portero        | 25 años | Sporting de Lisboa            |
| Cristopher Fiermarin   | Portero        | 27 años | Deportes Tolima               |
| Lucas Olaza            | Defensa        | 30 años | F. C. Krasnodar               |
| Nahitan Nández         | Defensa        | 29 años | Al-Qadisiyah F. C.            |
| José Luis Rodríguez    | Defensa        | 27 años | C. R. Vasco da Gama           |
| Mathías Olivera        | Defensa        | 27 años | S. S. C. Napoli               |
| Matías Viña            | Defensa        | 26 años | U. S. Sassuolo                |
| Joaquín Piquerez       | Defensa        | 26 años | S. E. Palmeiras               |
| Santiago Bueno         | Defensa        | 26 años | Wolverhampton Wanderers F. C. |
| Sebastián Cáceres      | Defensa        | 25 años | Club América                  |
| Nicolás Marichal       | Defensa        | 23 años | F. C. Dinamo Moscú            |
| Agustín Sant'Anna      | Defensa        | 26 años | C. A. River Plate             |
| Marcelo Saracchi       | Defensa        | 26 años | C. A. Boca Juniors            |
| Bruno Méndez           | Defensa        | 24 años | S. C. Corinthians             |
| Ronald Araújo          | Defensa        | 26 años | F. C. Barcelona               |
| José María Giménez     | Defensa        | 30 años | C. Atlético de Madrid         |
| Guillermo Varela       | Defensa        | 32 años | C. R. Flamengo                |
| Tomás Viera            | Defensa        | 18 años | C. Nacional F.                |
| Juan Rodríguez         | Defensa        | 19 años | C. A. Boston River            |
| Santiago Mouriño       | Defensa        | 22 años | Deportivo Alavés              |
| Felipe Carballo        | Centrocampista | 27 años | Grêmio F. P. A                |
| Nicolás de la Cruz     | Centrocampista | 27 años | C. R. Flamengo                |
| Nicolás Fonseca        | Centrocampista | 26 años | Club León                     |
| Federico Valverde      | Centrocampista | 26 años | Real Madrid C. F.             |
| Agustín Canobbio       | Centrocampista | 25 años | Athletico Paranaense          |
| Emiliano Martínez      | Centrocampista | 25 años | S. E. Palmeiras               |
| Maximiliano Araújo     | Centrocampista | 25 años | Sporting de Lisboa            |
| Manuel Ugarte          | Centrocampista | 24 años | Manchester United F. C.       |
| Matías Vecino          | Centrocampista | 32 años | S. S. Lazio                   |
| Lucas Torreira         | Centrocampista | 29 años | Galatasaray S. K.             |
| Giorgian de Arrascaeta | Centrocampista | 31 años | C. R. Flamengo                |
| Rodrigo Bentancur      | Centrocampista | 27 años | Tottenham Hotspur F. C.       |
| Lucas Sanabria         | Centrocampista | 20 años | C. Nacional de F.             |
| Facundo Bernal         | Centrocampista | 21 años | Fluminense F. C.              |
| Marco Oroná            | Centrocampista | 19 años | Universidad de Chile          |
| Rodrigo Zalazar        | Centrocampista | 25 años | S. C. Braga                   |
| Maximiliano Gómez      | Delantero      | 27 años | Cádiz C. F.                   |
| Darwin Núñez           | Delantero      | 25 años | Liverpool F. C.               |
| Brian Rodríguez        | Delantero      | 25 años | Club América                  |
| Rodrigo Aguirre        | Delantero      | 30 años | Club América                  |
| Facundo Torres         | Delantero      | 24 años | Orlando City S. C.            |
| Facundo Pellistri      | Delantero      | 23 años | Panathinaikos F. C.           |
| Cristian Olivera       | Delantero      | 23 años | Grêmio F. P. A                |
| Federico Viñas         | Delantero      | 26 años | Real Oviedo                   |
| Luis Suárez            | Delantero      | 37 años | Inter Miami C. F.             |
| Miguel Merentiel       | Delantero      | 28 años | C. A. Boca Juniors            |
| Luciano Rodríguez      | Delantero      | 21 años | E. C. Bahia                   |
| Tiago Palacios         | Delantero      | 23 años | Estudiantes (LP)              |
| Lucas Pino             | Delantero      | 18 años | Montevideo City Torque        |
| Joaquín Lavega         | Delantero      | 19 años | C. A. River Plate             |
| Matías Abaldo          | Delantero      | 20 años | Gimnasia y Esgrima (LP)       |
| Pablo Suárez           | Delantero      | 18 años | Montevideo Wanderers F. C.    |
| Agustín Álvarez        | Delantero      | 24 años | Elche C. F.                   |

## Estadísticas

### Generales
| 24 | 16 | 6 | 6 | 4 | 19 | 12 | +7 |

| 17 | 8 | 5 | 2 | 1 | 13 | 4 | +9 |

| 7 | 8 | 1 | 4 | 3 | 6 | 8 | -2 |

### Goleadores
| N.°   | Jugador                | Goles | PJ | Prom. | Jugada | Cabeza | Tiro libre | Penal |
| ----- | ---------------------- | ----- | -- | ----- | ------ | ------ | ---------- | ----- |
| 1     | Darwin Núñez           | 5     | 12 | 0.42  | 2      | 2      | 1          | 0     |
| 2     | Nicolás de la Cruz     | 3     | 8  | 0.38  | 3      | 0      | 0          | 0     |
| 3     | Rodrigo Aguirre        | 2     | 6  | 0.33  | 1      | 1      | 0          | 0     |
| 4     | Federico Valverde      | 2     | 13 | 0.15  | 2      | 0      | 0          | 0     |
| 5     | Agustín Canobbio       | 1     | 2  | 0.5   | 1      | 0      | 0          | 0     |
| 6     | Ronald Araújo          | 1     | 7  | 0.14  | 1      | 0      | 0          | 0     |
| 6     | Giorgian de Arrascaeta | 1     | 7  | 0.14  | 1      | 0      | 0          | 0     |
| 8     | Mathías Olivera        | 1     | 11 | 0.09  | 0      | 1      | 0          | 0     |
| 9     | Manuel Ugarte          | 1     | 14 | 0.07  | 1      | 0      | 0          | 0     |
| -     | Por definir            | 0     | 0  | 0.0   | 0      | 0      | 0          | 0     |
|       | En propia puerta       | 2     | 16 | 0.13  | 2      | 0      | 0          | 0     |
| Total | Total                  | 19    | 16 | 1.19  | 14     | 4      | 1          | 0     |

### Asistencias
| N.°   | Jugador            | Asistencias | Jugada | Cabeza | Tiro libre | Saque de esquina |
| ----- | ------------------ | ----------- | ------ | ------ | ---------- | ---------------- |
| 1     | Maximiliano Araújo | 4           | 3      | 0      | 0          | 1                |
| 2     | Darwin Núñez       | 3           | 3      | 0      | 0          | 0                |
| 2     | Nicolás de la Cruz | 3           | 2      | 1      | 0          | 0                |
| 4     | Facundo Pellistri  | 2           | 2      | 0      | 0          | 0                |
| 5     | Matías Viña        | 1           | 1      | 0      | 0          | 0                |
| 5     | Mathías Olivera    | 1           | 1      | 0      | 0          | 0                |
| 5     | Rodrigo Bentancur  | 1           | 1      | 0      | 0          | 0                |
| Total | Total              | 15          | 13     | 1      | 0          | 1                |